# Брајан Идову
Брајан Оладапо Идову (Санкт Петербург, 18. мај 1992) је нигеријски фудбалер који тренутно наступа за Локомотиву Москва и репрезентацију Нигерије.
Његов отац је нигеријац, а мајка руско-нигеријског порекла. У раном детињству преселио се у нигеријски град Овери, а касније вратио у Русију

## Каријера

### Клупска
Фудбалску каријеру почео је у Смени-Зенит из Санкт Петербурга. Деби у Премијер лиги Русије имао је са клубом Амкар Перм, 6. маја 2012. године, на мечу против ФК Терек Грозни.
Након позајмице у Динамо Санкт Петербуг, током сезоне 2013/14, Идову је потписао трогодишњи уговор са Амкар Пермом, 30. јуна 2014. године, а у фебруару 2017. продужио уговор са овим клубом до лета 2020. године.
У јулу 2018. године потписао је трогодишњи уговор са Локомотивом Москва.

### Репрезентативна
У новембру 2017. године позван је у тим репрезентације Нигерије на пријатељски меч против селекције Аргентине, 14. новембра 2017. године у Краснодару. То је уједно био његов први наступ за репрезентацију, а на истом мечу постигао је и гол.
У мају 2018. године позван је у састав тима за Светско првенство у фудбалу 2018., које је одржано у Русији.

## Статистика каријере

### Клупска
До 20. маја 2018.
| Клуб                               | Сезона            | Лига                             | Лига | Лига | Национални куп | Национални куп | Континентални куп | Континентални куп | Остало | Остало | Укупно | Укупно |
| Клуб                               | Сезона            | Лига                             | Ута  | Гол  | Ута            | Гол            | Ута               | Гол               | Ута    | Гол    | Ута    | Гол    |
| ---------------------------------- | ----------------- | -------------------------------- | ---- | ---- | -------------- | -------------- | ----------------- | ----------------- | ------ | ------ | ------ | ------ |
| Амкар Перм                         | 2011/12           | Премијер лига Русије             | 1    | 0    | 0              | 0              | –                 | –                 | –      | –      | 1      | 0      |
| Амкар Перм                         | 2012/13           | Премијер лига Русије             | 0    | 0    | 1              | 0              | –                 | –                 | –      | –      | 1      | 0      |
| Амкар Перм                         | 2013/14           | Премијер лига Русије             | 0    | 0    | 0              | 0              | –                 | –                 | –      | –      | 0      | 0      |
| Амкар Перм                         | 2014/15           | Премијер лига Русије             | 11   | 0    | 1              | 0              | –                 | –                 | –      | –      | 12     | 0      |
| Амкар Перм                         | 2015/16           | Премијер лига Русије             | 22   | 0    | 3              | 1              | –                 | –                 | –      | –      | 25     | 1      |
| Амкар Перм                         | 2016/17           | Премијер лига Русије             | 26   | 1    | 2              | 0              | –                 | –                 | –      | –      | 28     | 1      |
| Амкар Перм                         | 2017/18           | Премијер лига Русије             | 27   | 0    | 3              | 1              | –                 | –                 | 2      | 0      | 32     | 1      |
| Амкар Перм                         | Укупно            | Укупно                           | 87   | 1    | 10             | 2              | -                 | -                 | 2      | 0      | 99     | 3      |
| Динамо Санкт Петербург (позајмица) | 2013/14           | Првенство националне лиге Русије | 25   | 1    | 1              | 0              | –                 | –                 | –      | –      | 26     | 1      |
| Укупно у каријери                  | Укупно у каријери | Укупно у каријери                | 112  | 2    | 11             | 2              | -                 | -                 | 2      | 0      | 125    | 4      |

### Репрезентативна
| Нигерија | Нигерија | Нигерија |
| Год      | Ута      | Гол      |
| -------- | -------- | -------- |
| 2017     | 1        | 1        |
| 2018     | 7        | 0        |
| Укупно   | 8        | 1        |

До 26. јуна 2018

### Голови за репрезентацију
До 14. новембра 2017.
| #  | Датум        | Локација                              | Противник | Гол | Резултат | Такмичење            | Извор |
| -- | ------------ | ------------------------------------- | --------- | --- | -------- | -------------------- | ----- |
| 1. | 14. новембар | Стадион Краснодара, Краснодар, Русија | Аргентина | 3–2 | 4–2      | Пријатељска утакмица | [ 7 ] |